# 紅脅鱥
紅脅鱥（学名：Richardsonius balteatus）为輻鰭魚綱鯉形目雅羅魚科的其中一種，分布於北美洲加拿大不列顛哥倫比亞省的納斯河到美國俄勒岡州、愛達荷州、內華達州和懷俄明州的羅格河、克拉馬斯河和哥倫比亞河流域、愛達荷州南部、懷俄明州西部和猶他州的博納維爾盆地、加拿大不列顛哥倫比亞省和艾伯塔省的皮斯河流域，本魚體延長且側扁，尾柄狹窄，尾鰭深分叉，吻部短而尖，口端位，眼睛大，腹鰭基部有腋突，側線彎曲，有52-67個鱗片，背鰭有8-12條鰭條、臀鰭有10-24條鰭條，體上面是橄欖灰色到棕色，側面有深色條紋，上面有透明到黃色的條紋，大個體的胸鰭基部上方呈紅色，鰭透明至黃褐色，繁殖期的雄魚呈黃銅黃色，下側鮮紅色，體長可達17公分，棲息在沙底質、植被生長的中、小型河川、水塘、湖泊，成群活動，以藻類、昆蟲、橈腳類、軟體動物等為食。